# Boniface Ndong
Boniface Ndong (Dakar, 3 settembre 1977) è un ex cestista, allenatore di pallacanestro e dirigente sportivo senegalese con cittadinanza tedesca.

## Carriera
Con il Senegal ha disputato tre edizioni dei Campionati africani
(2003, 2005, 2009).
Da allenatore ha guidato il Senegal ai Campionati africani del 2021.

## Statistiche

### NBA

#### Regular Season
| Anno      | Squadra       | PG | PT | MP  | TC%  | 3P% | TL%  | RP  | AP  | PRP | SP  | PP  |
| --------- | ------------- | -- | -- | --- | ---- | --- | ---- | --- | --- | --- | --- | --- |
| 2005-2006 | L.A. Clippers | 23 | 1  | 6,6 | 41,5 | 0,0 | 66,7 | 1,6 | 0,3 | 0,1 | 0,2 | 2,2 |
| Carriera  | Carriera      | 23 | 1  | 6,6 | 41,5 | 0,0 | 66,7 | 1,6 | 0,3 | 0,1 | 0,2 | 2,2 |

### Eurolega
| Anno       | Squadra    | PG | PT | MP   | TC%  | 3P%  | TL%  | RP  | AP  | PRP | SP  | PP   |
| ---------- | ---------- | -- | -- | ---- | ---- | ---- | ---- | --- | --- | --- | --- | ---- |
| 2007-2008  | Málaga     | 19 | 7  | 18,7 | 57,7 | 0,0  | 59,2 | 5,2 | 0,5 | 0,4 | 1,4 | 8,3  |
| 2008-2009  | Málaga     | 15 | 1  | 19,8 | 57,9 | 100  | 66,1 | 5,3 | 0,4 | 0,3 | 1,3 | 10,8 |
| 2009-2010† | Barcellona | 21 | 15 | 16,4 | 60,0 | 0,0  | 77,6 | 3,6 | 0,3 | 0,4 | 0,9 | 8,7  |
| 2010-2011  | Barcellona | 20 | 5  | 12,0 | 67,6 | -    | 69,2 | 2,6 | 0,0 | 0,2 | 0,4 | 6,8  |
| 2011-2012  | Barcellona | 21 | 9  | 15,8 | 46,5 | -    | 72,7 | 3,5 | 0,3 | 0,6 | 1,1 | 5,9  |
| Carriera   | Carriera   | 96 | 37 | 16,3 | 57,5 | 33,3 | 68,8 | 3,9 | 0,3 | 0,4 | 1,0 | 7,9  |

## Palmarès

### Titoli nazionali
- Campionato spagnolo: 2

Barcellona: 2010-11, 2011-12
- Campionato turco: 1

Galatasaray: 2012-13
- Semaine des As: 1

Digione: 2004
- Copa del Rey: 2

Barcellona: 2010, 2011
- Supercoppa spagnola: 3

Barcellona: 2009, 2010, 2011
- Liga catalana: 2

Barcellona: 2010, 2011

### Titoli europei
- Eurolega: 1

Barcellona: 2009-10